# Emily Oster

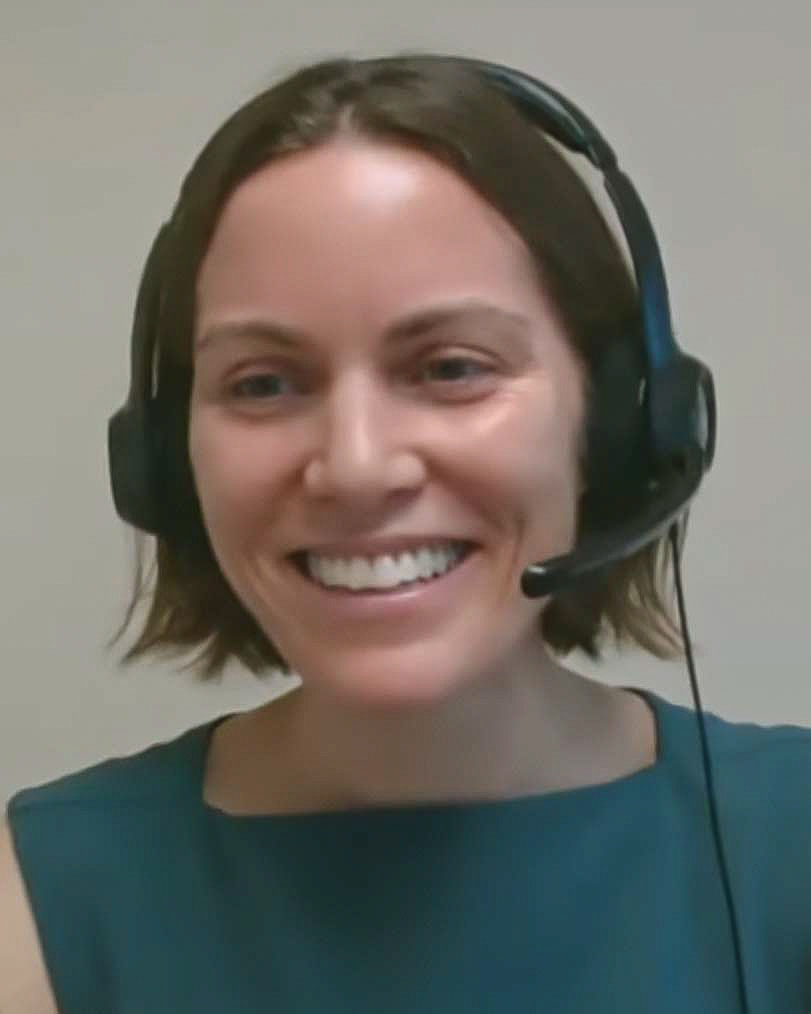
Emily Oster, 2021

Emily Fair Oster (* 14. Februar 1980 in New Haven, Connecticut) ist eine US-amerikanische Ökonomin und Bestseller-Autorin. Nach dem Studium in Harvard, das sie mit einem B. A. (2002) und einem Ph.D. (2006) in Wirtschaftswissenschaft abschloss, unterrichtete sie zunächst an der University of Chicago Booth School of Business und später an der Brown University, wo sie Professorin für Wirtschaft ist. Der Schwerpunkt ihrer Forschung liegt auf ökonomischen Themen in Entwicklungsländern und auf Gesundheitsökonomie sowie auf Forschungsdesign und Methodik. Durch ihre beiden Bücher Das einzig wahre Schwangerschafts-Handbuch (engl.: Expecting Better) und Das einzig wahre Babyhandbuch (engl.: Cribsheet), die sich mit Fragen der Schwangerschaft und der Erziehung von Kleinkindern auf der Grundlage wissenschaftlicher Daten auseinandersetzen, sowie durch Beiträge in Zeitungen wie dem Wall Street Journal und der New York Times wurde sie einer breiteren Öffentlichkeit über ihr Fachgebiet hinaus bekannt.

## Privatleben
Oster ist die Tochter der beiden Wirtschaftswissenschaftler Sharon M. Oster und Ray C. Fair von der Yale University. Als sie zwei Jahre alt war, bemerkten ihre Eltern, dass Emily mit sich selbst sprach, nachdem sie den Raum verlassen hatten. Sie nahmen diese Gespräche auf, um herauszufinden, was ihre Tochter sagte, und gaben die Aufnahmen einer befreundeten Linguistin und Psychologin. Eine Analyse ihrer Sprache ergab, dass diese viel komplexer war, wenn sie allein war, als wenn sie mit Erwachsenen interagierte. Dies führte dazu, dass Oster zum Thema mehrerer wissenschaftlicher Arbeiten wurde, die 1989 alle zusammen unter dem Titel Narratives from the Crib veröffentlicht wurden. Das Buch wurde 2006 mit einem Vorwort Emily Osters nachgedruckt.
Sie ist seit 2006 mit dem Ökonomen Jesse Shapiro verheiratet und lebt mit ihrem Mann und ihren beiden Kindern in Providence, Rhode Island.

## Beruflicher Werdegang und Forschung
Osters Forschungsschwerpunkte sind die Wirtschaft der Entwicklungsländer und Gesundheitsökonomie.
2005 erhielt Oster von der Harvard University ihren Ph.D. in Wirtschaftswissenschaft. In ihrer Dissertation Hepatitis B and the Case of the Missing Women zur Problematik der fehlenden Frauen vertrat sie die These, dass der ungewöhnlich hohe Männeranteil in China teilweise auf Hepatitis B zurückzuführen sei. Ihre Befunde deuteten darauf hin, dass in Gegenden mit vielen Hepatitis-B-Erkrankungen überdurchschnittlich viele Jungen geboren werden. Oster argumentierte, dass Hepatitis B dazu beitragen können, dass Frauen mehr Jungen als Mädchen gebären würden und dass dies einen Großteil der fehlenden Frauen erklären würde. Amartya Sen hatte die Thematik der fehlenden Frauen erstmals 1990 in seinem Essay More Than 100 Million Women Are Missing aufgegriffen und sie mit der gesellschaftlichen Diskriminierung von Frauen und Mädchen und ihrer Benachteiligung beim Zugang zu Gesundheitsleistungen, Bildung und Nahrungsmitteln erklärt. Oster hatte festgestellt, dass der Einsatz eines Hepatitis-B-Impfstoffs 1982 zu einem starken Rückgang des Jungen-Überschusses bei der Geburt geführt hatte. 2008 veröffentlichte Oster ein Forschungspapier mit dem Titel Hepatitis B Does Not Explain Male-Biased Sex Ratios in China, in dem sie neue Daten analysierte und zu dem Schluss kam, dass ihre früheren Forschungsergebnisse falsch waren. Steven Levitt, Autor von Freakonomics, betrachtete dies als ein Zeichen ihrer Integrität.
Bei einem TED Talk diskutierte Oster 2007 die Ausbreitung von AIDS in Afrika und untersuchte die Frage, warum viele afrikanische Männer ihr sexuelles Verhalten nur sehr langsam verändert haben, mithilfe einer Kosten-Nutzen-Analyse.
In seinem zweiten Buch SuperFreakonomics befasste sich Steve Levitt 2009 auch mit Osters Forschung zu Fernsehen und dem Empowerment von Frauen in Indien.
Von 2009 bis 2014 unterrichtete Oster an der University of Chicago Booth School of Business. Seit 2015 ist sie Professorin für Wirtschaft an der Brown University in Rhode Island.

### National COVID-19 School Response Dashboard
Emily Oster war während der COVID-19-Pandemie eine der entschiedensten Befürworterinnen der Öffnung der Schulen und war eine der Initiatorinnen des „National COVID-19 School Response Dashboard“, das Daten zur Verbreitung von COVID-19 in amerikanischen Schulen sammelt, auswertet und veröffentlicht. Oster nahm an zahlreichen Diskussionen in den Medien zur Frage der Schulöffnungen teil und schrieb im Oktober 2020 einen viel zitierten Artikel mit dem Titel Schools Aren’t Super-Spreaders, der in The Atlantic erschien und große Resonanz bei der Presse fand. Die damalige amerikanische Bildungsministerin Betsy DeVos und die Centers for Disease Control und Prevention führten Osters Forschung als einen der Gründe für die Wiedereröffnung der Schulen während der Pandemie an. Kritiker des Dashboards sind jedoch der Ansicht, dass methodische Probleme seinen Nutzen beeinträchtigen.

## Bücher
In ihrem ersten Buch Das einzig wahre Schwangerschafts-Handbuch (engl.: Expecting Better), das 2013 erschien, setzte sich Oster mit den Daten auseinander, die den gängigen Regeln zum Verhalten während der Schwangerschaft zugrunde liegen, und argumentiert, dass viele davon irreführend seien. So gebe es keine Belege dafür, dass der Konsum von geringen Mengen an Alkohol während der Schwangerschaft negative Auswirkungen auf den Fötus habe. Diese Aussage wurde jedoch von der National Organization on Fetal Alcohol Syndrome und anderen scharf kritisiert. Bis März 2019 waren mehr als 100 000 Exemplare der englischen Ausgabe verkauft worden.
Ihr zweites Buch Das einzig wahre Babyhandbuch (engl.: Cribsheet) erschien 2019 und stand auf der Bestsellerliste der New York Times. Darin analysierte Oster die Forschungsergebnisse zu Themen rund um Babys und Kleinkinder, darunter Stillen, Regeln für sicheren Schlaf, Schlaftraining und Toilettentraining. Von der Kritik wurde das Buch überwiegend positiv aufgenommen. In der letzten Aprilwoche 2019 war Cribsheet der Washington Post zufolge zudem das meistverkaufte Buch in Washington, D.C.
Osters drittes Buch, The Family Firm, erschien 2021 und befasst sich ebenfalls auf der Grundlage wissenschaftlicher Daten mit der Erziehung von Schulkindern.

## Veröffentlichungen (Auswahl)
- Expecting Better, 2013 (deutsch: Das einzig wahre Schwangerschafts-Handbuch. Piper, München 2020, ISBN 978-3-492-31663-7).
- Cribsheet (2019) (deutsch: Das einzig wahre Baby-Handbuch. Piper, München 2020, ISBN 978-3-492-31664-4).
- The Family Firm. A Data-Driven Guide to Better Decision Making in the Early School Years. Souvenir Press, London  2021, ISBN 978-178816585-3.